# 박세직
박세직(朴世直, 1933년 9월 18일 ~ 2009년 7월 27일)은 대한민국의 군인이자 관료, 정치인이다.
육군 소장으로 예편한 뒤 제7대 총무처 장관, 제4대 체육부 장관, 서울올림픽 조직위원회 위원장, 제16대 국가안전기획부 부장, 제23대 서울특별시장, 제14·15대 국회의원 등을 지냈다.
2009년 7월 27일 과로로 인한 급성 폐렴으로 별세하였다. 향년 77세.

## 생애
1933년 경상북도 칠곡군 인동면 구평리(현 경상북도 구미시 구평동)에서 출생하였고 경상북도 선산군 선산읍 죽장리에서 성장하였다. 부산사범고등학교 졸업을 거쳐 육군사관학교에서 학사 학위 취득했다.
육군사관학교를 12기 및 이학사 학위 취득한 그는 육군 소위로 임관되었다. 군인 복무 중 서울대학교 문리과대학 영어영문학과와 1959년 서울대학교 행정대학원 교육학과에서 교육학석사 학위를 받았다. 그 후 육군대학을 졸업하였고 미국 서던 캘리포니아 대학교 대학원에서 교육학 석사, 교육학 박사 학위를 받았다. 그 밖에 서울대학교 행정대학원 발전정책과정 8기와 서울대학교 경영대학원 최고경영자과정 11기를 수료했다. 불어, 영어, 일본어 등에도 두루 능했고 회화 실력도 뛰어났다고 한다.
대통령 안보담당 특보와 국방부 장관 보좌관, 육군 보병 제3사단장, 육군 수도경비사령관을 거쳐 1981년 육군 소장으로 예편했다. 수경사령관 당시 신군부에 반대했다는 이유로 1981년 8월 6일 고위층청탁행위라는 명분을 달아 해직과 동시에 강제 예편당했으나 조사 결과 무혐의로 판정받았다.
예편 이후 1981년 8월 동력자원부 정책 자문위원 겸 안기부장 특별보좌관이 되었다. 전두환 정부에서 1982년 1월 15일 동력자원부 자문관, 1982년 3월 15일 한국전력공사 부사장, 수석부사장을 거쳐 11월 30일 국가안전기획부 차장보, 1983년 1월 안기부 제2차장 등을 역임했다. 안기부 제2차장 재직 중 아웅산 묘소 폭탄테러 사건이 터지자 조사단장으로서 버마(현 미얀마)에 파견, 아웅산 테러사건 관련 버마 측의 의혹을 해소하였으며 사태를 수습하고 돌아왔다.
1985년 2월 19일 장세동이 안기부장이 되자 물러나 제7대 총무처 장관이 되었다. 그해 7월 대통령 특사로 임명되어 페루 대통령 취임식을 참관하고 귀국한 뒤 1986년 1월 8일 제4대 체육부 장관이 되어 전임자인 노태우 등과 함께 86 아시안 게임 기획과 준비, 그리고 88 서울올림픽의 사전 준비를 맡았다.
서울올림픽 조직위원회 위원장을 거쳐 1988년 국가안전기획부 부장 등을 역임하고 1990년 12월 서울특별시장이 되었다.
1992년 4월에 제14대 국회의원 선거에 출마하여 5월 당선되었다. 제14·15대 국회의원을 연임했다. 1992년 7월 11일에는 황영조의 바르셀로나 마라톤 우승을 기념하여 조직된 손기정-황영조 기념사업회의 위원에 위촉되었다. 1997년에는 세계화추진위원장에 임명되었다.
2006년 4월 21일에 대한민국 재향군인회 제31대 회장에 선출되었다. 이후 각종 안보, 강연 활동, 보수단체 활동에도 참여하였다. 재향군인회 회장을 맡아 3년 임기를 채우고 2009년 4월 13일에 32대 회장으로 연임되어 활동하다가 2009년 7월 27일 과로로 인한 급성 폐렴으로 병원에 입원했으나 사망하였다. 향년 77세였다.

## 학력
- 부산사범학교 졸업
- 대한민국 육군사관학교 12기 이학사
- 대한민국 육군보병학교 졸업
- 대한민국 육군공병학교 졸업
- 서울대학교 대학원 영어영문학과 문학석사
- 대한민국 육군대학 졸업
- 서울대학교 행정대학원 행정학 석사
- 서울대학교 대학원 교육학과 교육학 석사
- 미국 서던캘리포니아 대학교 대학원 교육학 석사·박사

### 비학위 수료
- 서울대학교 행정대학원 발전정책과정 8기 수료
- 서울대학교 경영대학원 최고경영자과정 11기 수료

### 명예 박사 학위
- 미국 컬럼비아 대학교 명예 철학박사
- 미국 메릴랜드 주립 타우슨 대학교 명예 인문과학 박사
- 미국 텍사스 댈러스 그리스도 침례대학교 명예 인문과학 박사
- 미국 애주사 대학교 명예 인문과학 박사
- 대구대학교 명예 교육학 박사
- 대전대학교 명예 군사학 박사 학위 추서

## 경력
- 2009년 4월13일~2009년 7월27일: 제32대 대한민국재향군인회 회장(중임)
- 2006년 4월21일~2009년 4월13일: 제31대 대한민국재향군인회 회장(초임)
- 1996년 5월~2000년 5월: 제15대 국회의원
- 1992년 5월~1996년 5월: 제14대 국회의원
- 1992년 국민대학교 겸임교수
- 1990년 12월~1991년 2월: 제23대 서울특별시 시장
- 1988년 12월~1989년 7월: 제16대 국가안전기획부장(부총리급)
- 1986년 5월~1988년 12월: 제24회 서울 올림픽 조직위원회 위원장
- 제10회 아시아경기대회 조직위원회 위원장
- 1986년 1월~1986년 8월: 제4대 체육부 장관
- 1985년 2월~1986년 1월: 제7대 총무처 장관
- 1983년 1월~1985년 2월: 국가안전기획부 제2차장(장관급)
- 1982년 11월~1983년 1월: 국가안전기획부 차장보(차관급)
- 1982년 3월~1982년 11월: 한국전력공사 수석 부사장
- 1981년: 육군 수도경비사령관
- 1980년: 육군 제3보병사단장
- 국방부 장관 보좌관
- 1976년: 대통령 안보담당 특별보좌관
- 1961년: 육군사관학교 교수

## 저서 및 논문

### 저서
- 미소짓는 아내
- 하늘과 땅 동서가 하나로
- 서울 올림픽 우리들의 이야기
- 서울 올림픽 묻혀진 이야기

### 논문
- 지휘통솔의 이론과 실제
- 부국 / 강군론
- 한반도 주변정세와 평화통일 방향
- 2002년 월드컵과 한일 양국의 미래
- 신, 경, 애의 3/3 행복론

## 가족 관계
- 부인: 홍숙자(1938년[3] ~ )
  - 자녀: 2남 1녀

## 같이 보기
- 전두환
- 노태우
- 노재헌
- 윤치영
- 정호용
- 12.12 군사 반란
- 신현확
- 장택상
- 박정희
- 허삼수
- 허화평
- 박태환

## 역대 선거 결과
|  | 72.89% |

|  | 45.47% |